# فلوران سرا
 فلوران سرا (انگلیسی: Florent Serra؛ زاده ۲۸ فوریهٔ ۱۹۸۱) یک تنیس‌باز اهل فرانسه است.